# Zweikeulen-Weichwanze

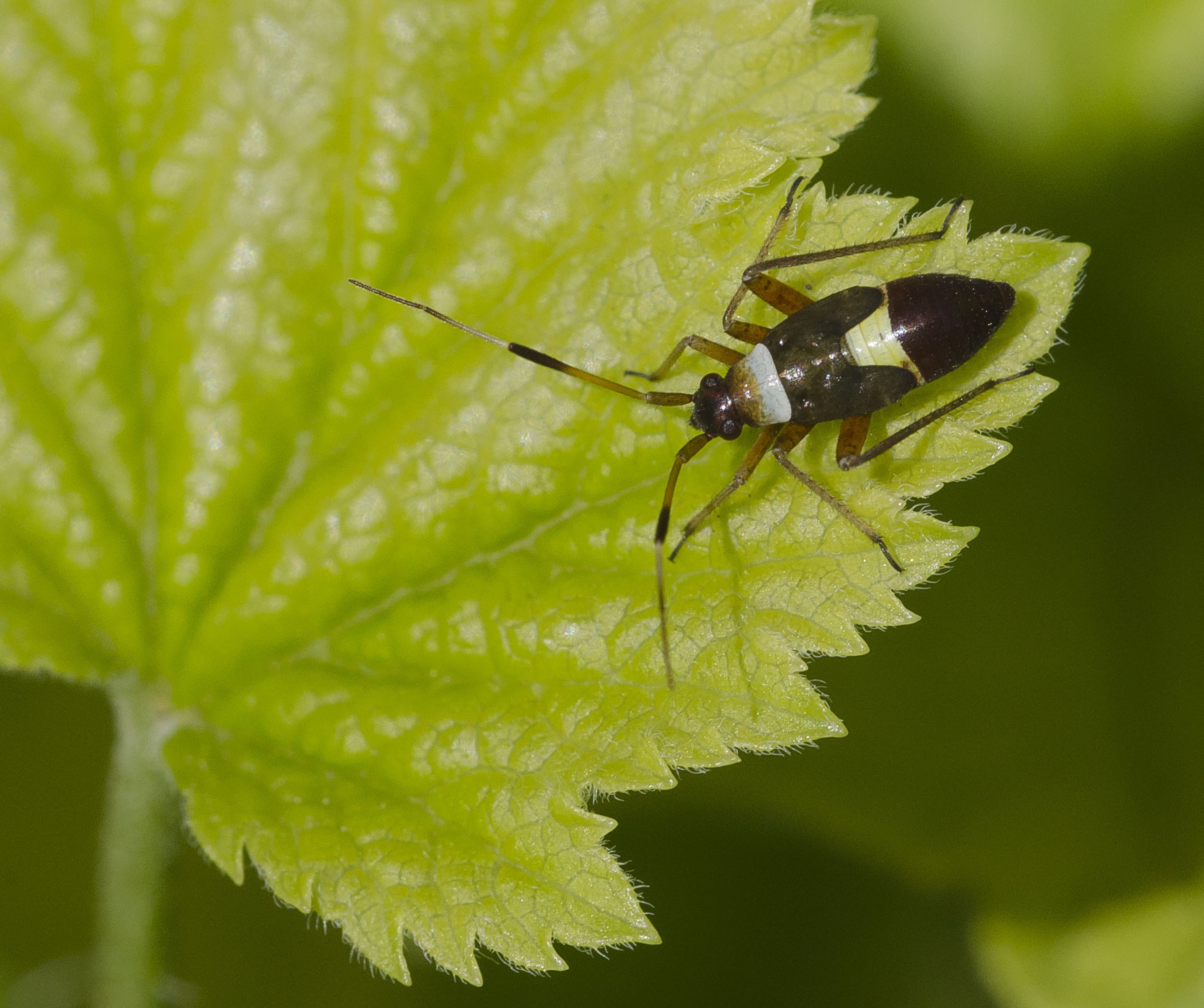
Nymphe der Zweikeulen-Weichwanze

Die Zweikeulen-Weichwanze (Closterotomus biclavatus), auch Zweikeulen-Schmuckwanze genannt, ist eine in Mitteleuropa vorkommende Wanzenart aus der Familie der Weichwanzen (Miridae).

## Merkmale
Die Zweikeulen-Weichwanze besitzt eine braun bis braunschwarz gefärbte Oberseite mit einer kurzen goldglänzenden Behaarung. Am Corium der Hemielytren (die teilweise gehärteten Vorderflügel) befindet sich an der Seite meist ein heller Fleck. Die Beine sind rotbraun, wobei die Schienen kleine schwarze Dornen tragen. Das dunkel gefärbte Scutellum besitzt eine weiße Spitze. Markant für die Wanzenart sind die Fühler. Das basale Glied ist schwarz oder auch rötlich und verdickt. Das zweite Fühlerglied ist am basalen Ende dünn und rötlich, während die andere Hälfte eine schwarze Verdickung aufweist. Das dritte und vierte Glied sind dagegen dünn und weißlich gefärbt. Die Wanze erreicht eine Körpergröße von 5,9 bis 7,7 mm, wobei die Weibchen im Schnitt größer werden als die Männchen.
Die Wanzennymphen weisen ebenfalls die schwarz gefärbte Verdickung des zweiten Fühlerglieds auf.

## Verbreitung und Lebensraum
Die Wanzenart ist in Europa weit verbreitet. Ihr Verbreitungsgebiet reicht bis nach Zentralasien. In Deutschland gilt sie im Norddeutschen Tiefland und weiter nördlich als rar. In den Mittelgebirgen und im Alpenraum ist sie bis auf etwa 2000 m Höhe zu finden.

## Lebensweise
Das typische Habitat bilden Sträucher und Bäume sowie die Krautschicht. Die Wanzen ernähren sich hauptsächlich pflanzlich, saugen aber auch an Blattläusen.
Zu den Futterpflanzen der Zweikeulen-Weichwanze zählen Heidelbeeren (Vaccinium), Rhododendren, Pflanzen der Gattung Rubus und weitere.
Die Wanzennymphen sind im Frühjahr aktiv, während die ausgewachsenen Wanzen von Mai bis September zu beobachten sind. Die Wanzenart überwintert im Eistadium.